# Schlag 12 in London
Schlag 12 in London (Originaltitel: The Two Faces of Dr. Jekyll) ist ein Horror-Drama der britischen Film-Produktion Hammer aus dem Jahr 1960, basierend auf Robert Louis Stevensons Erzählung Der seltsame Fall des Dr. Jekyll und Mr. Hyde. Die Hauptrolle spielte Paul Massie, Regie führte Terence Fisher. Alternativtitel ist Das zweite Gesicht des Dr. Jekyll.
Die Werbezeile lautete: “Sometimes, Terror Has A Handsome Face!” („Manchmal verbirgt sich das Grauen hinter einem attraktiven Gesicht!“).

## Handlung
Der geniale, aber schrecklich introvertierte Wissenschaftler Dr. Henry Jekyll sucht nach einer Möglichkeit, den aggressiven, triebgesteuerten Teil der menschlichen Natur zu isolieren und dadurch den sogenannten höheren, reineren Menschen zu befreien. Da er aufgrund seiner abenteuerlichen Theorien von seinen Kollegen nur Spott und Unverständnis erntet, gibt er verbittert seinen Lehrstuhl an der Londoner Universität auf und widmet sich mit regelrechter Verbissenheit seinen Forschungen, wodurch er sich noch mehr als sonst von seiner Ehefrau Kitty zurückzieht. Diese verachtet Jekyll wegen seines einsiedlerischen Lebens und unterhält eine Leidenschaftliche Affäre mit dem Lebemann Paul Allen, der sich als Jekylls Freund bezeichnet, sich aber lediglich regelmäßig größere Geldsummen von ihm leiht, um seinen hedonistischen Neigungen frönen zu können.
Als Dr. Jekyll sich eines Tages ein Serum, von dem er sich die Befreiung seines höheren Selbst erhofft, injiziert, kommt es zu einer folgenschweren Wende: Nicht sein reines Ich, sondern die animalische, dunkle Seite seiner Persönlichkeit bricht hervor. So verwandelt sich der zurückgezogene Wissenschaftler in mittleren Jahren in einen dynamischen, gutaussehenden und wesentlich jüngeren Mann, der sich unversehens in Londons Vergnügungsviertel begibt, um seine neu gewonnene Freiheit in vollen Zügen auszukosten. Im Sphinx, einem anrüchigen Etablissement, bemerkt er seine bzw. Jekylls Ehefrau, die heftig mit Paul Allen kokettiert. Mühsam kämpft er seine Eifersucht zurück und stellt sich den beiden als Edward Hyde, ein alter Freund und Geschäftspartner Henry Jekylls, vor. Als Kitty sich, nach einigen anzüglichen Bemerkungen Hydes, zurückgezogen hat, kommt es zu einer Auseinandersetzung zwischen Hyde und dem Rausschmeißer des Lokals, nachdem er ein Angebot einer der dort verkehrenden Prostituierten sehr unsanft ausgeschlagen hat.
Nachdem Hyde den Mann beinahe zu Tode geprügelt hat, fühlt er Jekyll in sich wieder zurückkehren und flüchtet aus dem Etablissement zurück in sein Laboratorium. Zwischen Schuldgefühlen und der Faszination der absoluten Freiheit fernab von jeder Moral hin- und hergerissen, kann Jekyll sich schließlich nicht dazu durchringen, das Experiment zu beenden. Im Gegenteil flüchtet er sich immer häufiger in sein finsteres Alter Ego, obwohl eine Untersuchung seines alten Freundes Prof. Ernst Littauer ergeben hat, dass bei ihm, infolge seiner Selbstversuche, über die er nichts verraten möchte, ein geradezu alarmierend beschleunigter körperlicher Verfall einsetzt. Gleichzeitig beginnt er sich immer häufiger spontan, ohne Einnahme des Serums, zu verwandeln. Um sich finanziell abzusichern, setzt Jekyll ein Dokument auf, laut dem sein gesamter weltlicher Besitz im Falle seines Todes oder Verschwindens Edward Hyde zukommen soll.
Inzwischen hat Kitty den Entschluss gefasst, ihren Mann zu verlassen und mit Allen durchzubrennen. Als Jekyll, nach einer weiteren spontanen Verwandlung in der Gosse liegend, zu sich kommt, entdeckt er in seiner Jackentasche einen Brief, den seine Frau Hyde am Vorabend für ihn mitgegeben hatte und in dem sie ihm ihre Pläne fortzugehen mitteilt. In dem darauf folgenden Zusammenbruch übernimmt erneut Hyde seine Persönlichkeit und beginnt mit den Vorbereitungen für einen grausamen Rachefeldzug. Er lädt, angeblich auf Jekylls Wunsch, Paul Allen und Kitty zu einem alles klärenden Gespräch ins Sphinx ein. Dort tötet er Allen mit der Giftschlange der exotischen Tänzerin Maria, mit der Hyde ein Verhältnis pflegt, und vergewaltigt Kitty brutal. Nachdem sie wieder zu Bewusstsein kommt und den Leichnam ihres Geliebten entdeckt, stürzt sie sich in ihrer Verzweiflung von einem Balkon in den Tod.
Hyde besucht nun Maria und vergnügt sich mit ihr, doch plötzlich regt sich Jekyll wieder in ihm. In seinem Kampf um die Vorherrschaft in Jekylls Körper bekommt er Maria zu fassen und erwürgt sie. Die Polizei hat inzwischen Dr. Henry Jekyll in dringendem Verdacht, der Mörder von Paul Allen zu sein und sucht ihn in seinem Haus auf, wo sie auch die getötete Tänzerin entdecken. Im ans Haus angrenzende Laboratorium hat Hyde bereits die Leiche des kurz zuvor ebenfalls ermordeten Gärtners am Schreibtisch deponiert und ein Feuer gelegt, um den Eindruck zu erwecken, es habe ein Kampf stattgefunden, infolgedessen Jekyll umgekommen ist.
Während der folgenden Untersuchung bestätigt Prof. Littauer, dass Jekyll, vermutlich infolge übermäßigen Drogenkonsums, an körperlicher und geistiger Entkräftung litt und darüber hinaus wohl den Verstand verloren haben musste. Edward Hyde wird rechtskräftig als Jekylls Alleinerbe anerkannt und von jeder eventuellen Mitschuld freigesprochen. Doch als er sich bereits auf dem Weg nach draußen befindet, bricht er plötzlich zusammen und verwandelt sich in Jekyll zurück. Die enorme Anstrengung, Hyde von innen heraus zu vernichten, hat ihn völlig ausgezehrt und stark gealtert zurückgelassen.
Edward Hyde ist endgültig verschwunden, doch nun muss Dr. Henry Jekyll sich wegen der von ihm begangenen Untaten vor dem Gesetz verantworten.

## Synchronisation
Die deutsche Synchronfassung entstand bei der Elite Film Franz Schröder GmbH, Berlin. Fritz A. Koeniger schrieb das Dialogbuch und Heinz Giese führte Regie.
| Figur                          | Darsteller       | Deutscher Sprecher |
| ------------------------------ | ---------------- | ------------------ |
| Dr. Henry Jekyll / Edward Hyde | Paul Massie      | Horst Niendorf     |
| Kitty Jekyll                   | Dawn Addams      | Dinah Hinz         |
| Paul Allen                     | Christopher Lee  | Curt Ackermann     |
| Prof. Ernst Littauer           | David Kossoff    | Alfred Balthoff    |
| Maria                          | Norma Marla      | Marion Degler      |
| Polizeiinspektor               | Francis De Wolff | Benno Hoffmann     |
| Nachtclub-Rausschmeißer        | Oliver Reed      | Wolfgang Draeger   |

## Kritiken
- Lexikon des internationalen Films: „Ein Wissenschaftler verwirklicht unter dem Einfluss von Drogen sein „zweites Ich“ und wird zum mehrfachen Mörder. Pseudo-wissenschaftlich verbrämter Kriminalfilm; mehr verworren als spannend.“[1]

- Cinema: „"Dr. Jekyll und Mr. Hyde" nach Art der „Hammer“-Studios: Hier ist der Doktor ein Schwächling, der Mister dagegen ein gutaussehender, weltgewandter Typ! Stellenweise unfreiwillig komisch.“

## DVD-Veröffentlichung
Schlag 12 in London / 5. Februar 2009 / Sony Pictures Home Entertainment

## Sonstiges
- Während in den meisten Filmadaptionen des Jekyll & Hyde-Themas die Figur des Edward Hyde ein finsteres bis groteskes Make-up erhält, verzichtete Hammers Maskenbildner Roy Ashton hier gänzlich auf ein solches, wodurch Hyde das Erscheinungsbild eines gutaussehenden jungen Mannes hat. Im Gegenteil wurde Paul Massie für die Jekyll-Szenen mit Perücke, Bart und künstlichen Tränensäcken älter und unattraktiver geschminkt.

- In einer kleinen Nebenrolle ist Oliver Reed als Nachtclub-Rausschmeißer, der in eine Auseinandersetzung mit Edward Hyde gerät, zu sehen.

- Christopher Lee, der hier die Rolle des Playboys Paul Allen spielte, war 1970 in I, Monster, einer anderen Verfilmung des Stoffes, in der Hauptrolle als Dr. Charles Marlowe bzw. Mr. Edward Blake zu sehen.